# São Julião (Valença)
São Julião is een plaats (freguesia) in de Portugese gemeente Valença en telt 410 inwoners (2001).

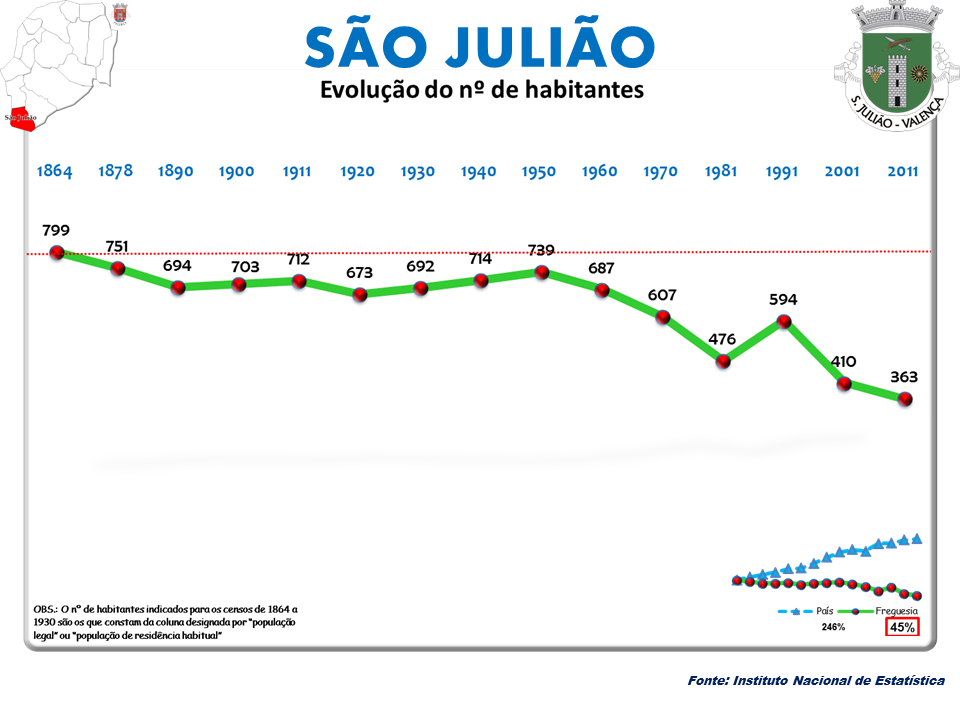
Bevolkingsontwikkeling tussen 1864 en 2011